# Wouter Beke
Wouter Beke (Lommel, 9 de agosto de 1974) es un político belga y miembro del CD&V. Fue reelegido miembro del Senado belga en 2007. En 2014 se convirtió en miembro de la Cámara Federal de Representantes de Bélgica y fue reelegido en 2019. En julio de 2019 sucedió a Kris Peeters como ministro federal de Trabajo, Economía y Consumo. Dejó el gobierno federal belga en octubre de 2019 para convertirse en Ministro de Bienestar Social, Salud Pública, Familia y Reducción de la Pobreza en el Gobierno Regional Flamenco de Jambon.
Estudió derecho social en la Vrije Universiteit Brussel y Ciencias Políticas en la Katholieke Universiteit Leuven. Es doctor en ciencias sociales
Mientras trabajaba como investigador en la Universidad de Lovaina, se dedicó a la política en su municipio de Leopoldsburg . Se convirtió en senador en 2004. Entre el 21 de marzo de 2008 y el 15 de mayo de 2008, fue presidente interino del CD&V.
En noviembre de 2013, Wouter Beke fue reelegido presidente del CD&V. Fue reelegido con el 98,7% de los votos. 